# 시마즈 제작소

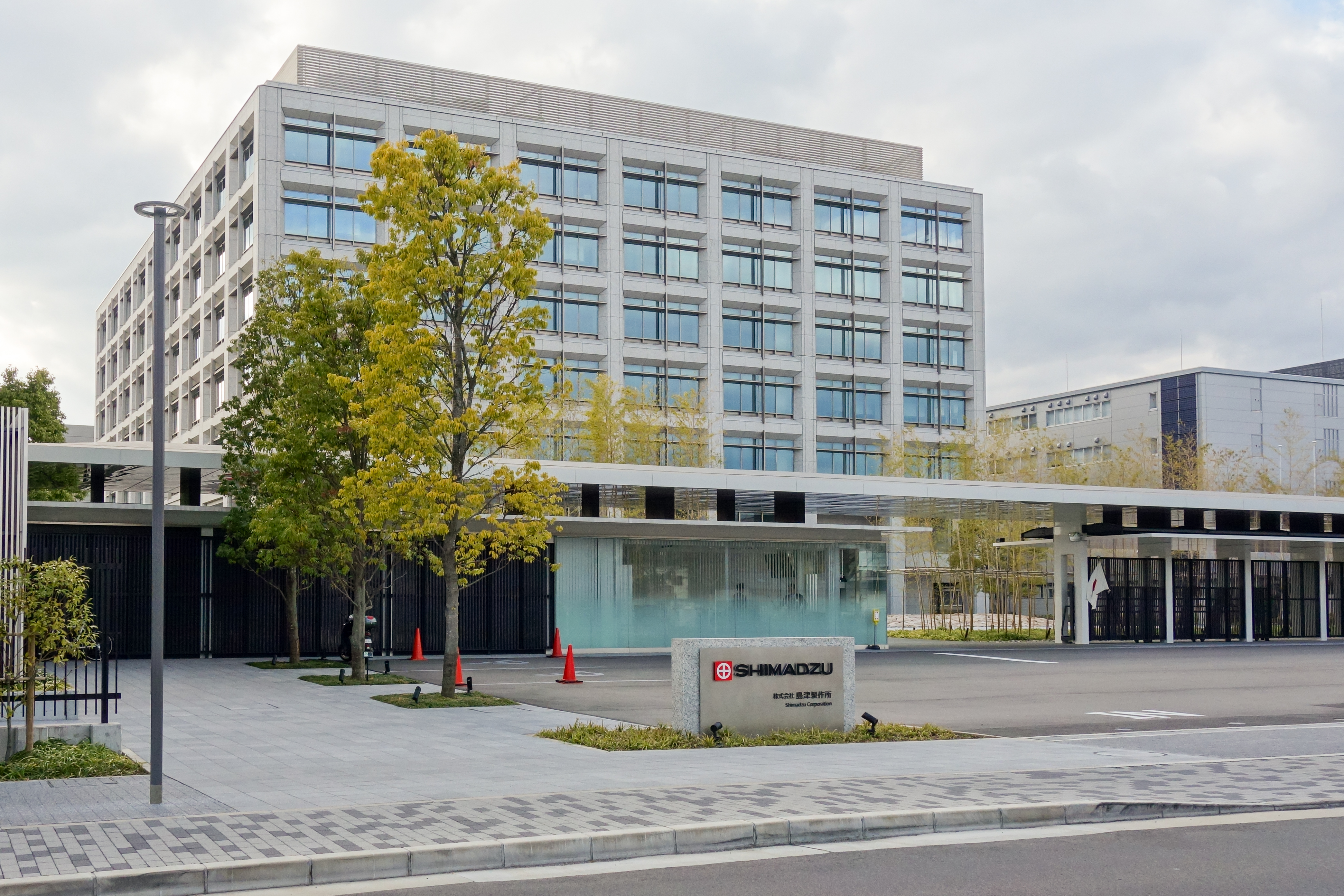
교토부 교토시에 위치한 시마즈 제작소 본사 사옥

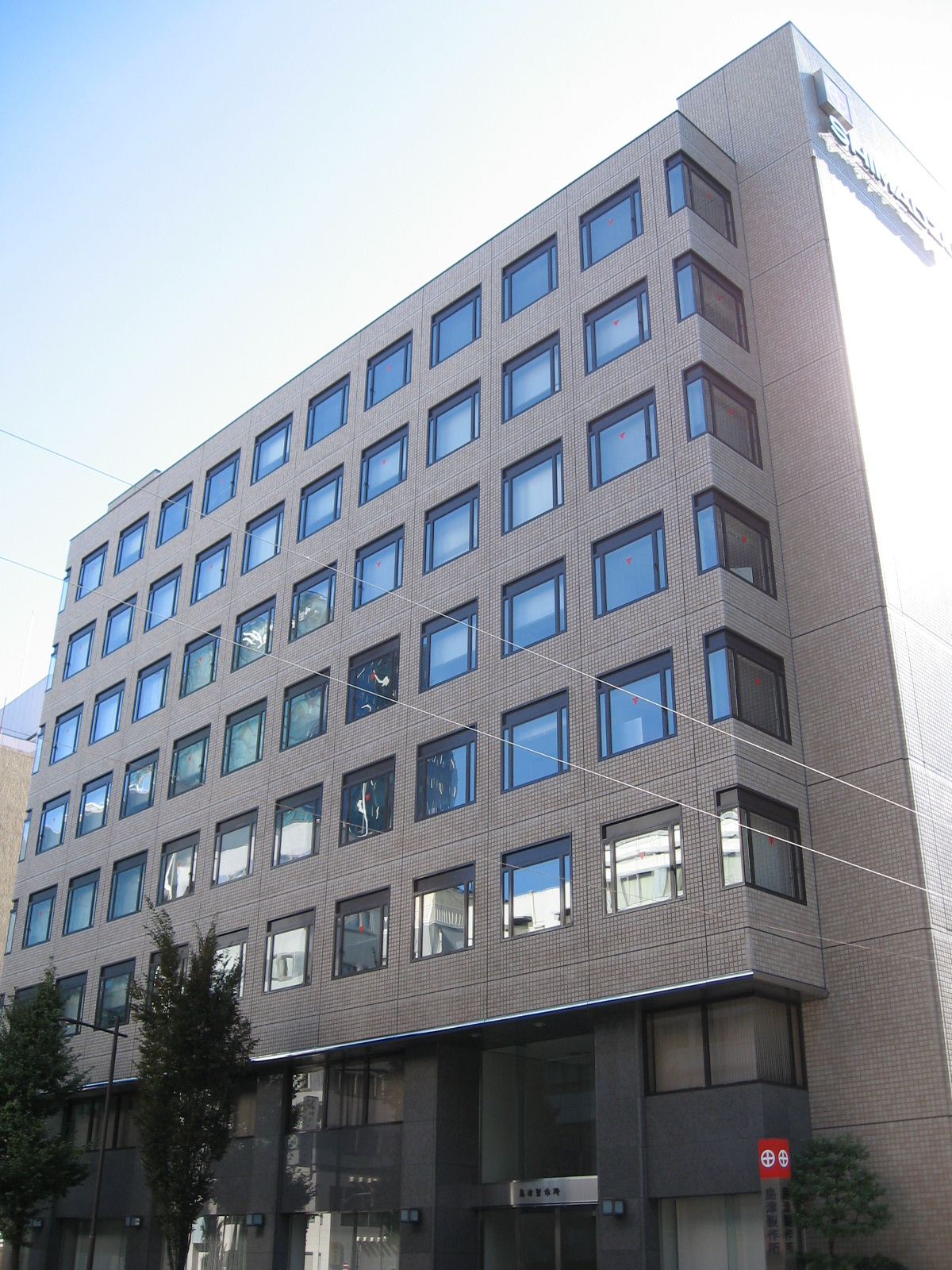
시마즈 제작소 도쿄 지사(지요다구 간다니시키정)

주식회사 시마즈 제작소(일본어: 株式会社島津製作所, 영어: Shimadzu Corporation)는 교토부 교토시 나카교구에 본사를 두고 있는 일본의 정밀기기 제조 회사이다.
정밀기기를 비롯해서 계측기, 의료기기, 항공기기 등의 제조를 하고 있다.

## 사업 내용

### 분석·계측기기
크로마토그래프, 광흡수 분석장치, 조성·표면분석장치, 액체 크로마토그래프, 가스 크로마토그래프 질량분석계, 물성평가기기, 비파괴검사기기, 환경측정기기, 전자천칭 등을 제조하고 있다.

### 의료용기기
디지털 X선 시스템, PET 시스템, CT스캐너 시스템, 초음파 진단 시스템 등의 의료용 화상진단기기를 폭넓게 제공하고 있다.

### 산업기기
반도체의 제조 장치를 비롯해서 액송기기, 유압기기 등의 각종 산업기기를 제조하고 있다. 또한 휴대전화나 PC의 핵심부품 제조에 빠뜨릴 수 없는 성막장치나 터보분자펌프를 비롯하여 반도체나 액정패널 등의 품질관리를 유지해 주는 검사기기 등도 제조하고 있다.

### 항공기기
에어 매니지먼트 시스템, 플라이트컨트롤 시스템, 콕핏디스플레이 시스템, 엔진시동시스템용 기기, 전자제어장치 등을 제조하고 있다. 또, 유압·공기·연료계용의 각종 탑재기기의 기능 시험 장치, 항공의학 훈련장치 등의 지상지원기기도 제조하고 있다. 더욱이 헤드업디스플레이의 일본 국내 시장 점유율이 1위이다.

## 연혁
- 1875년: 초대 시마즈 겐조에 의해 설립.
- 1891년: 표본 제작을 개시.
- 1895년: 축전지 제조 개시, 이 축전지는 러일 전쟁에서의 쓰시마 해전에서 활약한 36식 무선 전신기에도 사용됨.
- 1909년: 일본 최초의 의료용 X선 장치를 완성.
- 1917년: 축전지부를 분리해서 일본 전지를 설립, 주식회사로 개편.
- 1930년: 섬유제의 마네킹을 완성.
- 1934년: 일본 최초의 분광 사진기를 완성.
- 1947년: 일본 최초의 전자 현미경 상품화 시킴.
- 1948년: 표본부를 분리해서 교토과학표본을 설립.
- 1956년: 일본 최초의 기체 크로마토그래피를 개발.
- 1969년: 이화기계부를 분리해서 시마즈 이화기계를 설립(주로 교육기관용 상품을 취급한다).
- 1975년: 창업 100주년을 기념해 시마즈 창업 기념 자료관을 개설함.
- 1989년: 영국의 클레이토스 그룹을 매수.
- 1995년: 일본 최초의 생체자기계측장치를 개발.
- 2002년: 평사원 다나카 고이치가 노벨 화학상을 수상.
- 2003년: 직접 변환 방식 플랫 패널 검출기(FPD)를 탑재한 세계 최초의 X선 진단 장치를 개발.
- 2008년: 천칭을 제조해 90주년을 맞이함.
- 2013년: 방위청으로부터 발주한 항공기기사업부 업무에 대해 과잉 청구했다는 사실이 드러나면서 지명 정지됨[1]
- 2013년: 교토 부립 체육관의 명명권을 취득, ‘시마즈 아레나 교토’(島津アリーナ京都)라는 호칭이 사용됨.[2]

## 같이 보기
- 보잉 747-8 - 보조 날개를 작동시키기 위한 주요 부품을 독점 수주
- 시마즈 창업 기념 자료관